# Alegeri legislative în Canada, 1887
| John A. Macdonald                          |  | Edward Blake |
| John A. Macdonald (stânga) și Edward Blake |  |              |

Alegerile federale canadiene din 1887 au avut loc pe data de 22 februarie,  când s-au ales membrii Camerei Comunelor pentru al șaselea Parlament Canadian.
Partidul Conservator, condus de prim-ministrul John A. Macdonald, a rămas la putere, învingând Partidul Liberal, condus de Edward Blake. Participarea la vot: 70.1%.

## Rezultate naționale
| Partide | Partide                 | Președintele partidului | # de candidați | Locuri | Locuri  | Locuri    | Votul poporului | Votul poporului | Votul poporului |
| --- | ----------------------- | ----------------------- | -------------- | ------ | ------- | --------- | --------------- | --------------- | --------------- |
| Partide | Partide                 | Președintele partidului | # de candidați | 1882   | Alegeri | Schimbări | #               | %               | Schimbări       |
| | Conservator             | John A. Macdonald       | 172            | 94     | 96      | -7.4%     | 291,138         | 40.15%          | +12.32 %        |
| | Liberal-Conservator     | John A. Macdonald       | 31             | 42     | 26      | -42.9%    | 52,667          | 7.26%           | -5.30%          |
| | Liberal                 | Edward Blake            | 184            | 72     | 80      | +9.7%     | 312,736         | 43.13%          | +12.03%         |
| | Liberal Independent     | Liberal Independent     | 9              | 2      | 6       | +150%     | 15,695          | 2.16%           | +1.05%          |
| | Conservator Independent | Conservator Independent | 8              | 1      | 3       | +200%     | 11,345          | 1.56%           | +1.39%          |
| | Independent             | Independent             | 10             | 1      | 1       | 0%        | 8,984           | 1.24%           | -0.35%          |
| | Naționalist Conservator |                         | 2              | 1      | 2       | +100%     | 3,522           | 0.49%           | +0.28%          |
| | Necunoscut              | Necunoscut              | 18             | -      |         |           | 24,172          | 3.33%           | -22.08%         |
| | Naționalist             |                         | 6              | *      | 1       | *         | 4,784           | 0.66%           | *               |
| Total | Total                   | Total                   | 440            | 213    | 215     | -3.8%     | 725,043         | 100%            | -               |
| Surse: http://www.elections.ca -- History of Federal Ridings since 1867 Arhivat în 4 decembrie 2008, la Wayback Machine. |                         |                         |                |        |         |           |                 |                 |                 |

Note
* Partidul nu a nominalizat canditați în alegerile precedente.
Aclamații
Următorii Membri ai Parlamentului au fost aleși prin aclamații:
- British Columbia: 1 Conservator
- Manitoba: 1 Liberal-Conservator
- Quebec: 1 Conservator, 3 Liberali

## Rezultate după provincie
| Numele partidului | Numele partidului       | Numele partidului   | BC   | NW   | MB   | ON   | QC   | NB   | NS   | PE   | Total |
| ----------------- | ----------------------- | ------------------- | ---- | ---- | ---- | ---- | ---- | ---- | ---- | ---- | ----- |
|                   | Conservator             | Locuri:             | 4    | 4    | 2    | 45   | 23   | 8    | 10   | -    | 96    |
|                   | Conservator             | Popular Voturi (%): | 62.3 | 65.5 | 32.9 | 43.4 | 35.6 | 39.4 | 41.3 | 39.0 | 40.2  |
|                   | Liberal-Conservator     | Locuri:             | 2    |      | 1    | 9    | 8    | 2    | 4    | -    | 26    |
|                   | Liberal-Conservator     | Voturi (%):         | 22.1 |      | 17.4 | 5.7  | 9.2  | 6.0  | 10.7 | 7.5  | 7.3   |
|                   | Liberal                 | Locuri:             | -    | -    | 2    | 37   | 24   | 5    | 7    | 5    | 80    |
|                   | Liberal                 | Voturi (%):         | 15.6 | 34.5 | 44.6 | 46.9 | 41.7 | 40.9 | 41.9 | 41.8 | 43.1  |
|                   | Independent Liberal     | Locuri:             |      |      | -    | 1    | 3    | 1    |      | 1    | 6     |
|                   | Independent Liberal     | Voturi (%):         |      |      | 5.2  | 0.8  | 3.7  | 3.8  |      | 11.7 | 2.2   |
|                   | Independent Conservator | Locuri:             | -    | -    |      | -    | 3    |      | -    |      | 3     |
|                   | Independent Conservator | Voturi (%):         | 18.6 | 12.2 |      | 0.3  | 5.7  |      | 0.4  |      | 1.6   |
|                   | Independent             | Locuri:             |      |      |      | -    | 1    | -    | -    |      | 1     |
|                   | Independent             | Voturi (%):         |      |      |      | xx   | 1.3  | 3.4  | 5.8  |      | 1.2   |
|                   | Naționalist Conservator | Locuri:             |      |      |      |      | 2    |      |      |      | 2     |
|                   | Naționalist Conservator | Voturi (%):         |      |      |      |      | 2.4  |      |      |      | 0.5   |
|                   | Necunoscut              | Locuri:             |      |      |      | -    | -    |      |      |      | 0     |
|                   | Necunoscut              | Voturi (%):         |      |      |      | 3.1  | 6.1  | 6.5  | 0.2  |      | 3.3   |
|                   | Naționalist             | Locuri:             |      |      |      |      | 1    |      |      |      | 1     |
|                   | Naționalist             | Voturi (%):         |      |      |      |      | 3.3  |      |      |      | 0.7   |
| Total locuri      | Total locuri            | Total locuri        | 6    | 4    | 5    | 92   | 65   | 16   | 21   | 6    | 215   |

xx – mai puțin de 0.05% din voturile poporului